# Кальтабеллотта
Кальтабеллотта (итал. Caltabellotta) — коммуна в Италии, располагается в регионе Сицилия, подчиняется административному центру Агридженто. Этот город обычно идентифицируется с античной Триокалой.
Население составляет 4485 человек, плотность населения составляет 36 чел./км². Занимает площадь 123 км². Почтовый индекс — 92010. Телефонный код — 0925.
Покровителем коммуны почитается Пеллегрин из Триокала. Праздник ежегодно празднуется 18 августа.